# San Andrés Catabarbara
San Andrés Catabarbara (italiano: Sant'Andrea Catabarbara) fue una iglesia católica de Roma ya desaparecida, dedicada en el siglo IV. Ubicada cerca de la Basílica de Santa Maria la Mayor, ocupaba el actual número 3 de la Via Napoleone III, en el barrio del Esquilino. Fue el primer lugar de culto cristiano dedicado al apóstol San Andrés.

## Historia
El edificio original fue una basílica civil, probablemente anexa a la domus señorial, mandada a construir por el cónsul Junio Annio Baso en torno al año 331. Durante un siglo fue conocida como basílica de Junio Baso, hasta que pasó a formar parte de las propiedades del senador y general Flavio Valila Teodosio, de origen godo, quien la donó a la iglesia de Roma a finales del siglo V. El papa Simplicio la dedicó a San Andrés como parte de la transformación contemporánea de edificios civiles en lugares de adoración cristiana. Próxima a Santa María, la Mayor, albergó también un monasterio vinculado a esta basílica y al vecino cenobio de San Antonio, abad.
El sobrenombre Catabarbara, o Catabarbara Patricia como figura en las referencias más tempranas, quizás haga referencia a una dama de nombre Bárbara, posible fundadora del monasterio. Está atestiguado a partir del siglo VIII.
En 1308 se construyó, aledaña, una iglesia dedicada a San Antonio Abad, en el sitio del monasterio, que la sustituyó progresivamete. Ya en el siglo XVII (1686) estaba en ruinas. Los primeros arqueólogos de Roma transcribieron sus inscripciones paleocristianas  y rescataron algunos fragmentos, que se preservan actualmente en el Museo Nacional Romano y en el Palazzo Massimo. En 1930, los restos de la iglesia fueron demolidos para construir en el sitio, el Seminario Pontificio de Estudios Orientales. 

## Estructura
El edificio era una simple estructura rectangular, con un ábside y un nártex porticado de forma semicircular. El interior estaba decorado en opus sectile, con un mosaico en el ábside de Cristo como Maestro. Una inscripción recordaba la dedicación hecha por el papa Simplicio.